# Shu Qi
Dans ce nom chinois, le nom de famille, Shu, précède le nom personnel.
Lin Li-Hui (林立慧), dite Shu Qi, (chinois : 舒淇 ; pinyin : Shū Qí, Wade-Giles : Shu Ch'i), est une actrice, mannequin de charme, égérie de marques (Kenzo, Bulgari, Bottega Venetta, etc.) et chanteuse taïwanaise, née le 16 avril 1976 à Xindian (comté de Taipei) à Taïwan.
Son nom est parfois romanisé sous les orthographes Hsu Chi et Shu Kei (prononciation cantonaise de « Shu Qi »).

## Biographie

### Début
Shu Qi est née le 16 avril 1976 à Xindian (comté de Taipei), Taïwan, dans une famille très modeste. La jeune fille se rebelle contre la sévérité de ses parents, et fugue à dix reprises avant de disparaître pendant six mois à l'âge de 16 ans. Shu Qi émigre à Hong Kong dès l'âge de 17 ans. Elle commence par exercer diverses activités. Vers le milieu des années 1990, elle gagne sa vie en posant comme mannequin de charme pour des revues spécialisées et tourne quelques films érotiques.
Le producteur de films Manfred Wong la remarque sur la couverture de l'un de ces magazines et la recrute pour son film rose Sex & Zen II (1996). Il devient par la suite son agent. Dans une interview accordée au Times en 1997, il déclare : « Si vous n'avez pas encore fait de films et que vous venez de Taïwan, il vous est impossible de devenir actrice et d'interpréter des films conventionnels. Shu Qi savait que, sans se déshabiller, elle ne serait pas une grande actrice ». Rapidement, Shu Qi apparaît dans des clips et films publicitaires. Son travail pour Wong est considéré par certains (notamment par elle-même) comme son premier rôle important et constituera par la suite son passeport dans l'industrie du film hongkongais.

### Carrière
La même année elle tourne dans Viva Érotica (1996), un film de Derek Yee aux côtés de Karen Morris et de Leslie Cheung. Il s'agit d'une parodie du film rose. Le film est nommé huit fois dont deux pour Shu Qi qui remporte le prix du meilleur espoir féminin et celui de meilleur second rôle féminin aux Hong Kong Film Awards de 1997. Sa carrière est lancée.
À partir de ce moment, elle devient une actrice à part entière. Elle enchaîne les tournages au rythme moyen de cinq à six films par an en 1996 et 1997. Au début, Shu Qi tient des seconds rôles sans importance comme celui de prostituée. Au fil du temps, l'actrice acquiert ses lettres de noblesse en incarnant quelques scènes dans Street Angels, Growing Up, Love: Amoeba Style et Till Death Do Us Laugh entre autres films.
C'est à cette époque qu'elle paraît dans Love is not a Game, But a Joke avec lequel elle remporte le prix de la meilleure actrice au Golden Horse Film Festival et au Hong Kong Film Awards en 1997.
L'actrice interprète dix films au cours de l'année 1998. On peut la voir dans des productions comme Young and Dangerous 5, le dernier de la série, et Portland Street Blues pour lequel elle travaille avec le réalisateur Andrew Lau pour la première fois et reçoit le prix du meilleur second rôle féminin aux Hong Kong Film Awards. Andrew Lau lui propose, cette même année 1998, un second rôle dans sa superproduction The Storm Riders. Il travaille plusieurs fois avec elle par la suite. Ayant joué dans un film avec Stephen Chow, elle est considérée comme une « fille de Sing ».
Désormais connue pour ses films d'action, Shu Qi dévoile les autres facettes de son talent dans Bishonen, axé sur le thème de l'homosexualité, City of Glass drame de Mabel Cheung qui lui rapporte le prix de la meilleure actrice au Hong Kong Film Awards et des rumeurs concernant une liaison avec son partenaire Leon Lai. Le film dramatique Your Place or Mine lui permet d'acquérir le prix du meilleur second rôle au Golden Horse Film Festival. La consécration vient avec la comédie Love Generation de Wong Jing avec, comme partenaire, à nouveau Leon Lai. Elle fait enfin partie à part entière de l'industrie du film taïwanais. Elle devient une figure incontournable grâce à sa prestation dans Jackie Chan à Hong Kong (Gorgeous) (titre en chinois : 玻璃樽), film de Jackie Chan (1999). Elle y incarne une jeune Taïwanaise en mal d'amour qui parcourt les rues de Hong Kong à la recherche de celui qui a écrit la lettre romantique qu'elle découvre dans une bouteille. Bien que ne faisant pas partie des productions habituelles de Jackie Chan, ce film est en tête du Box-office aussi bien à Taïwan qu'à l'étranger.

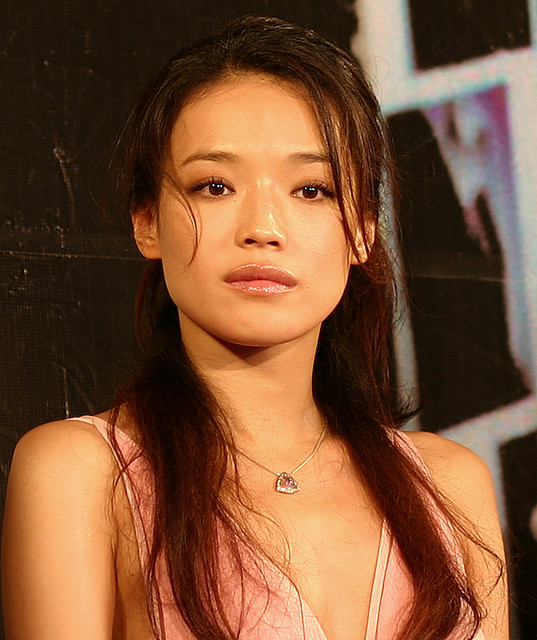
Shu Qi en 2005.

Elle figure encore dans un film d'arts martiaux, A man Called Hero (1999). C'est ensuite Metade Fumaca puis The Island Tales le film du réalisateur Stanley Kwan. Elle est l'actrice de nombreux rôles principaux dans les films asiatiques mais son succès ne dépasse pas encore les limites de l'Asie.
En 1999, Ang Lee contacte Shu Qi pour lui confier le rôle de Jen dans Tigre et Dragon. En 2000, elle est sur le tournage depuis six semaines lorsque son impresario et conseiller, Manfred Wong, ne prévoyant pas l'important succès international de ce film, la pousse à abandonner le plateau pour paraître dans une réception publicitaire donnée pour le compte de Coca-Cola au Japon. Face à cette désertion, Ang Lee se rabat sur l'actrice Zhang Ziyi. Shu Qi, qui est en passe d'acquérir une stature internationale, cède son tour à une Zhang Ziyi propulsée star à sa place. Cette erreur monumentale coûte son poste à Wong et Shu Qi doit chercher un nouvel agent après ce désastre. La suite de l'année ne s'avère pas du meilleur cru pour elle avec l'inévitable Young and Dangerous 6 et Skyline Cruisers.
Malgré cet échec, Shu Qi continue sa montée désormais inexorable vers les sommets de la célébrité. Elle est la tête d'affiche de Visible Secret, une superproduction de Ann Hui qui renoue avec le surnaturel dans les films taïwanais. Millennium Mambo (2000) de Hou Hsiao-hsien, unanimement salué par la critique, lui permet enfin d'accéder à la gloire internationale et la fait connaître en Europe. Il s'agit d'un drame sur le thème de la futilité de la vie moderne. Ce film a fait un parcours brillant dans la plupart des festivals internationaux dont celui de Cannes où il a été présenté en sélection officielle en compétition.

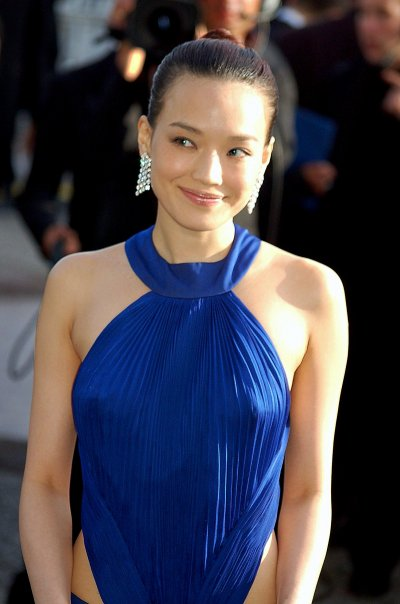
Shu Qi au festival de Cannes 2009.

Les rôles dans des superproductions affluent. Il est rare qu'on ne la voie pas sur les écrans au cours de l'année 2002 : le film d'horreur Hauted Office de Marco Mak; deux productions de Andrew Lau : Women From Mars et The Wesley's Mysterious File, un film de science-fiction plein d'effets spéciaux qu'elle tourne avec l'acteur Andy Lau comme partenaire ; So Close de Corey Yuen, un film d'action dans lequel, elle et l'actrice Zhao Wei incarnent les assassins, deux sœurs poursuivies par Karen Mok, une policière déterminée. Bien réalisé et explosif, ce drame est fort bien perçu par les admirateurs du genre dans le monde entier et sert à l'actrice de lettre d'introduction pour la suite de sa carrière.
On la retrouve en 2002 pour une coproduction franco-hollywoodienne, Le Transporteur réalisé par Corey Yuen et Louis Leterrier sur un scénario de Luc Besson. Elle est ici une Chinoise passée en fraude, pourchassée et finalement protégée par l'acteur anglais Jason Statham. Shu Qi doit parler en anglais pour les besoins du film. Comme elle ne connaît absolument pas cette langue, elle apprend son texte phonétiquement. Sa carrière la conduit dans divers pays de la planète : la Chine pour The Foliage, drame du réalisateur Lu Yue ; la Thaïlande pour The Eye 2, film surnaturel de Dany et Oxide Pang mettant en scène une femme aux tendances suicidaires (Shu Qi) qui a soudainement la capacité de voir les fantômes ; la Corée du Sud pour une superproduction de Jingle Ma, Seoul Raiders, dans laquelle elle donne la réplique à Tony Leung Chiu-wai. Ce dernier film lui permet de faire valoir ses talents de chanteuse en interprétant la chanson du générique aux côtés de son partenaire taïwanais Richie Jen.
En 2005, elle remporte un nouveau succès avec Three Times, de Hou Hsiao-hsien. Il s'agit d'un film ambitieux en trois épisodes qui suivent les changements dans les rapports humains. Le film connaît une brillante carrière internationale avec une nomination pour la Palme d'or au Festival de Cannes et vaut à Shu Qi le Prix de la Meilleure actrice au Golden Horse Film Festival de Taipei.
En dépit de sa réputation, Shu Qi se produit encore dans des films du V-cinema. On la découvre dans Home Sweet Home, un film d'horreur sans avenir[non neutre] de Soi Cheang, dans lequel elle incarne une femme affolée dont le fils est emporté par le monstre mystérieux qui rôde dans un lotissement.
Elle revient ensuite dans une production à gros budget Confession of Pain de Andrew Lau et Alan Mak suite de Infernal Affairs et de Initial D dans lequel elle fournit un prétexte au machisme de Tony Leung Chiu-wai et Takeshi Kaneshiro. Bien qu'ayant reçu des critiques mitigées, le film connaît un grand succès à Hong Kong .[réf. nécessaire] Une autre version a vu le jour à Hollywood.[Laquelle ?]
Elle joue ensuite dans une superproduction coréenne connue sous le titre de Ma femme est un gangster 3. Sa prestation dans ce film souligne son aura internationale ainsi que sa capacité à jouer des registres variés.
En Europe, elle participe au Festival du film asiatique de Deauville et au Festival de Cannes. 
En 2008, elle est membre du jury du Festival du Film de Berlin, sous la présidence de Costa-Gavras, puis de celui de Cannes en 2009, présidé par Isabelle Huppert.
Entre 2007 et 2009, elle enrichit sa filmographie en tournant dans Forest of Death ainsi que dans le thriller Blood Brothers qui s'inspire du film Une balle dans la tête de John Woo.
Son rôle de Nie Yinniang dans The Assassin, son troisième film avec Hou Hsiao-hsien, lui vaut le prestigieux prix de la meilleure actrice asiatique aux Asian Film Awards.
En 2018, elle participe à l'émission de télé réalité Chinese Restaurant, dont le tournage a été filmé à Colmar en France.
En 2023, elle est membre du jury de la Mostra de Venise 2023.

## Filmographie
- 1996 : Sex and Zen 2 (玉蒲團2之玉女心經), de Man Kei Chin
- 1996 : Viva Erotica (色情男女)
- 1996 : Growing Up
- 1996 : Street Angels (紅燈區)
- 1996 : Till Death Do Us Laugh
- 1997 : Those Were the Days (精裝難兄難弟)
- 1997 : Flying Same as Romance Novel
- 1997 : My Dad Is a Jerk
- 1997 : L-O-V-E
- 1997 : A Queen Story (基佬40)
- 1997 : Love: Amoeba Style
- 1998 : The Black Sheep Affair (碧血藍天)
- 1998 : Extreme Crisis
- 1998 : The Lucky Guy (行運一條龍)
- 1998 : 98 Wise Guys: Dragon Struggle Tiger Fight
- 1998 : Young & Dangerous: The Prequel (新古惑仔 之少年激鬥篇)
- 1998 : The Storm Riders (風雲雄霸天下), de Andrew Lau
- 1998 : Love Generation Hong Kong (新戀愛世紀)
- 1998 : Beauty Bishonen
- 1998 : City of Glass (玻璃之城)
- 1998 : Portland Street Blues (洪興十三妹)
- 1998 : Young and Dangerous: The Prequel
- 1999 : Jackie Chan à Hong Kong (玻璃樽), de Vincent Kok
- 1999 : Iron Sister
- 1999 : My Loving Trouble
- 1999 : A Man Called Hero (中華英雄), de Lau Wai-keung
- 1999 : Metade Fumaca (半支煙)
- 1999 : When I Look Upon the Stars
- 1999 : The Island Tales (有時跳舞)
- 2000 : For Bad Boys Only
- 2000 : Flyin' Dance
- 2000 : Young and Dangerous 6
- 2000 : Hidden Whisper, de Vivian Chang
- 2000 : My Name Is Nobody (賭聖3 無名小子)
- 2000 : Dragon Heat
- 2000 : Skyline Cruisers (神偷次世代)
- 2001 : Beijing Rocks (北京樂與路)
- 2001 : Love Me, Love My Money (有情飲水飽)
- 2001 : Visible Secret (幽靈人間)
- 2001 : Chuet sik san tau
- 2001 : Millennium Mambo (千禧曼波), de Hou Hsiao-hsien
- 2002 : Le Transporteur, de Corey Yuen et Louis Leterrier
- 2002 : Just One Look (一碌蔗)
- 2002 : Women from Mars (當男人變成女人)
- 2002 : The Wesley's Mysterious File (衛斯理藍血人)
- 2002 : Haunted Office (ＯＦＦＩＣＥ有鬼)
- 2002 : So Close (夕陽天使), de Corey Yuen
- 2003 : Looking for Mr. Perfect' (奇逢敵手)
- 2003 : The Foliage (美人草)
- 2004 : The Eye 2 (見鬼2), de Danny Pang
- 2005 : Home Sweet Home
- 2005 : Seoul Raiders (韓城攻略), de Ma Jingle
- 2005 : Three Times (最好的时光), de Hou Hsiao-hsien
- 2006 : Confession of Pain (傷城), de Wai Keung
- 2006 : Ma femme est un gangster 3 (조폭 마누라 3)
- 2007 : Forest of Death (森冤)
- 2007 : Blood Brothers (天堂口)
- 2008 : La perle rare (非诚勿扰)
- 2009 : Look for a Star (游龙戏凤)
- 2009 : New York, I Love You - segment de Fatih Akın : L'herboriste
- 2010 : City Under Siege(全城戒备)
- 2010 : Legend of the Fist: The Return of Chen Zhen
- 2012 : Love Film d'amour taïwanais-chinois réalisé et co-écrit par Doze Niu.
- 2012 : The second woman ( 情 谜, Qing mi) film de Chine et de Hong Kong de Carol Lai.
- 2012 : Tai Chi 0 or Tai Chi Zero (太極之零開始) or (太極：從零開始)  film d'arts martiaux 3D  Chinois  de Stephen Fung
- 2012 :  Tai Chi Hero (太極２ 英雄崛起)  film d'arts martiaux 3D Hong-kongais - Chinois de Stephen Fung
- 2012 : CZ12 (十二生肖), Chinese Zodiac, film comique d'action Hong-Kongais- Chinois  co-produit, écrit, réalisé et interprété par Jackie Chan.
- 2013 : Journey to the West: Conquering the Demons (西游·降魔篇) de Stephen Chow et Derek Kwok
- 2014 : Gone with the Bullets (一步之遥) de Jiang Wen
- 2015 : The Assassin (聶隱娘, Nie yinniang) de Hou Hsiao-hsien
- 2015 : Mojin: The Lost Legend (鬼吹灯之寻龙诀, Guĭ Chuī Dēng Zhī Xún Lóng Jué)
- 2016 : My Best Friend’s Wedding film de comédie romantique chinoise de Chen Feihong
- 2017 : The Village of No Return (健忘 村) film d'action-comédie taiwano-chinois réalisé par Chen Yu-hsun
- 2017 : Journey to the West : The Demons Strike Back ( 西遊 伏 妖 篇) film de comédie fantastique et d'aventure de Tsui Harket de Stephen Chow.
- 2017 : The Adventurers de Stephen Fung
- 2018 : The Island de Bo Huang : Shanshan
- 2019 : Shanghai Fortress de  Hua-Tao Teng : Lin Lan
- 2025 : Résurrection (狂野时代) de Bi Gan

## Distinctions
- Meilleur espoir et meilleur second rôle féminin aux 16e Hong Kong film awards pour Viva Erotica
- Meilleur second rôle féminin aux 18e Hong Kong film awards, pour Portland Street Blues
- Meilleure actrice au 42e Golden Horse Award, à Taipei, pour Three Times